# Luc Bourdon (réalisateur)
Pour les articles homonymes, voir Luc Bourdon et Bourdon.
Luc Bourdon est un réalisateur, vidéaste et scénariste québécois.

## Biographie
Montréalais d'origine, Luc Bourdon a débuté dans les années 1980 dans le domaine de la vidéo. Considéré comme l'un des plus talentueux vidéastes et cinéastes de sa génération, il est l'auteur d'une cinquantaine d'œuvres qui comprennent des œuvres de fiction, des essais, des documentaires, des installations et des œuvres expérimentales. Depuis 1980, ses bandes et installations vidéo ont été présentées dans toute l'Amérique, ainsi qu'en Europe et au Japon. Luc Bourdon a aussi fait de la fiction et du documentaire, des essais et des œuvres expérimentales, et du reportage, de même que du travail en production et à la télévision. Depuis le milieu des années 2000, il se concentre sur le documentaire. 
Pendant plusieurs années, il a été directeur exécutif du Festival international du nouveau cinéma et des nouveaux médias de Montréal. Il a également enseigné la vidéo à l'Université Concordia, à l'Université de Montréal et à l'Université du Québec à Chicoutimi, ainsi que le cinéma à l'École nationale de théâtre du Canada et à l'Institut national de l'image et du son. 
En 2005, son documentaire La Grande Bibliothèque relate la construction, l'installation et l'ouverture des nouvelles installations de Bibliothèque et archives nationales du Québec à Montréal. En 2008, son essai documentaire La mémoire des anges, constitué d’un assemblage d’extraits de 120 films produits par l’Office national du film du Canada, présente un portrait impressionniste du Montréal des années 1940, 1950 et du début des années 1960. En janvier 2009, son documentaire Classes de Maîtres nous révèle les dessous des conservatoires d'art dramatique et de musique du Québec. En 2011, son documentaire Un musée dans la ville porte sur le Musée des beaux-arts de Montréal à l'occasion de son 150e anniversaire. En 2017, son essai documentaire La part du diable dresse un portrait du Québec des années 1970 à partir d'extraits de films produits par l'Office national du film du Canada.

## Réalisations

### Films
- 2005 : La Grande Bibliothèque (documentaire)
- 2008 : La mémoire des anges (essai-documentaire ou ciné-collage)
- 2009 : Classes de Maîtres (documentaire)
- 2011 : Un musée dans la ville
- 2017 : La part du diable (essai-documentaire ou ciné-collage)[2]

### Vidéos
- 1984 :
  - Reverse Letter
  - Entre la pagie et la manique
  - Scheme vidéo, coréalisation Marc Paradis
  - Distance, coréalisation François Girard
- 1985 :
  - Météore Studio
  - Touei
  - Say Cheese for a Trans-Canadian Look, coréalisation Marc Paradis
- 1986 : Le cercle vicieux, Ou, l'histoire de la petite fille qui ne pouvait cesser de courir
- 1987 : Ne retenez pas votre souffle, coréalisation Louis Bronsard
- 1988 : The Story of Feniks and Abdullah[3]
- 1992 : À mille lieux
- 1993 : Lemmy Constantine
- 1995 : Plan de fuite
- 1998 : Question de bande, coréalisation Francis Laporte

## Honneurs
- Prix Bell Canada d'art vidéographique du Conseil des Arts du Canada, 1998
- Grand Prix Focus - Cinémathèque québécoise au Festival du nouveau cinéma de Montréal pour le film La mémoire des anges, 2008
- Son film La mémoire des anges a été désigné un des 10 meilleurs films canadiens de 2008 par le Toronto International Film Festival Group. En effet, un panel national de réalisateurs, de journalistes, de programmateurs de festivals et de professionnels de l'industrie du cinéma canadienne a sélectionné leurs 10 meilleurs films, que la cinémathèque ontarienne présentera du 30 janvier au 7 février 2009.